# Костюнькино
Костюнькино (чув. Ваҫлей) — деревня в Шенталинском районе Самарской области в составе сельского поселения Артюшкино.

## География
Находится к северу от железнодорожной линии Ульяновск-Уфа у реки Большая Тарханка на расстоянии примерно 7 километров по прямой на запад-юго-запад от районного центра станции Шентала.

## История
Основана в конце 1730-х —начале 1740-х годов переселенцами из Симбирского уезда.

## Население
Постоянное население составляло 358 человек (чуваши 93%) в 2002 году, 348 в 2010 году.